# Cooperativa agrícola
Uma cooperativa agrícola, também conhecida como cooperativa de agricultores, é uma cooperativa de produtores na qual os agricultores reúnem os seus recursos em determinadas áreas de atividades.
Uma ampla tipologia de cooperativas agrícolas distingue entre cooperativas de serviços agrícolas, que fornecem vários serviços aos seus membros que cultivam individualmente, e cooperativas de produção agrícola nas quais os recursos de produção (terra, máquinas) são reunidos e os membros cultivam em conjunto.
Exemplos notáveis de cooperativas agrícolas incluem a Dairy Farmers Of America, a maior empresa de laticínios dos EUA, a Amul, a maior organização de marketing de produtos alimentícios da Índia e a Zen-Noh, uma federação de cooperativas agrícolas que administra 70% das vendas de fertilizantes químicos no Japão.

## Propósito
As cooperativas, como forma de organização empresarial, são distintas das empresas detidas por investidores (IOFs) mais comuns. Ambas são organizadas como corporações, mas as IOFs buscam objetivos de maximização de lucro, enquanto que as cooperativas se esforçam para maximizar os benefícios que geram para os seus membros (o que geralmente envolve uma operação com lucro zero). As cooperativas agrícolas são, portanto, criadas em situações em que os agricultores não conseguem obter serviços essenciais das IOFs (porque a prestação desses serviços é considerada não lucrativa pelas IOFs) ou quando as IOFs fornecem os serviços em condições desvantajosas para os agricultores (ou seja, os serviços estão disponíveis, mas os preços motivados pelo lucro são muito altos para os agricultores). As primeiras situações são caracterizadas na teoria económica como motivo de falha de mercado ou falta de serviços. Estes últimos impulsionam a criação de cooperativas como um parâmetro competitivo ou como um meio de permitir que os agricultores construam um poder de mercado compensatório para se oporem às IOF. O conceito de parâmetro competitivo implica que os agricultores, perante um desempenho insatisfatório das IOF, podem formar uma empresa cooperativa cujo objetivo é forçar as IOF, através da concorrência, a melhorar os seus serviços aos agricultores.

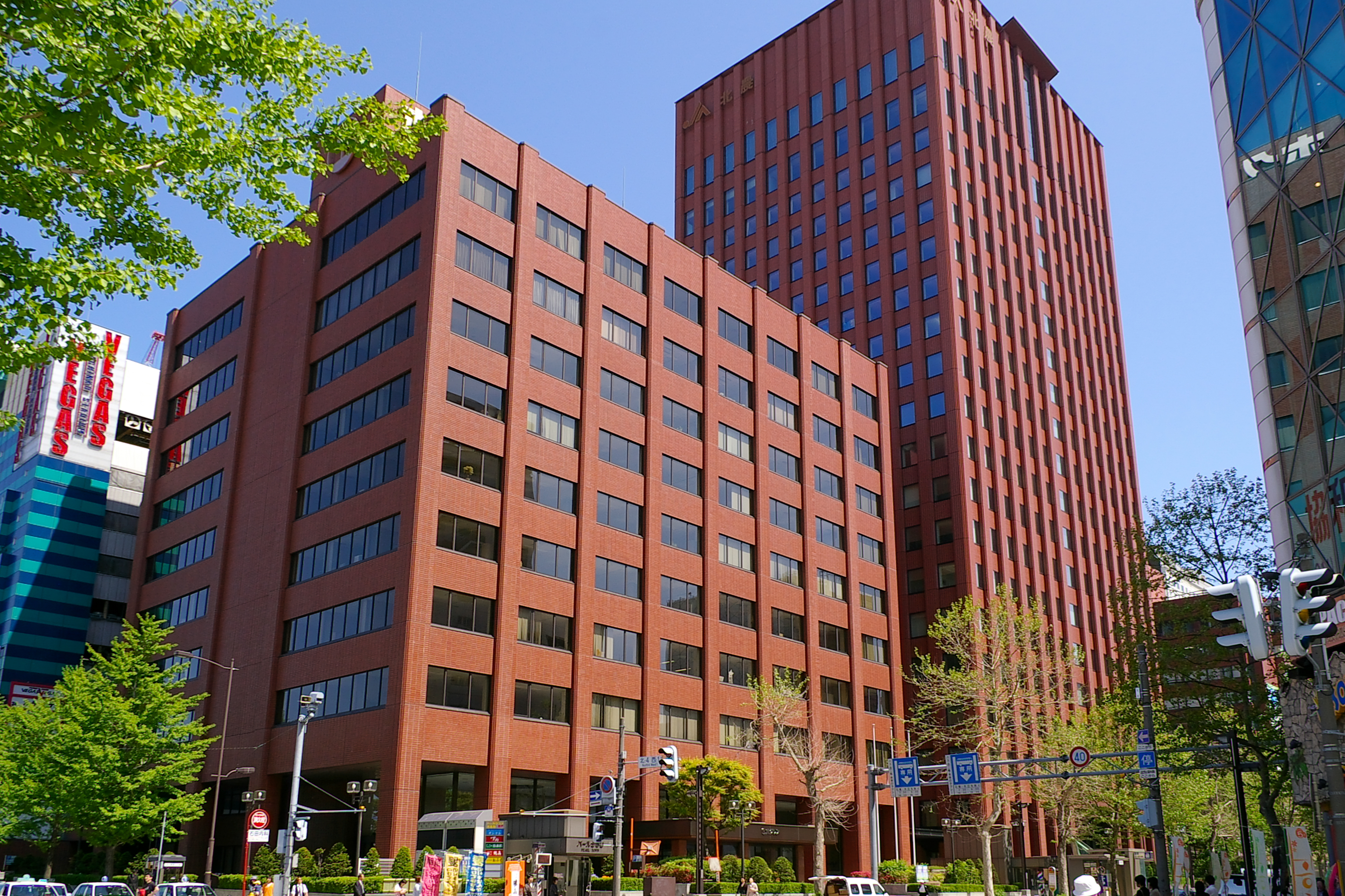
Sede da Federação Hokuren de Cooperativas Agrícolas em Sapporo, Japão.

Uma motivação prática para a criação de cooperativas agrícolas está relacionada com a capacidade dos agricultores de reunir produção e/ou recursos. Em muitas situações na agricultura, é simplesmente muito caro para os agricultores fabricar produtos ou prestar um serviço. As cooperativas oferecem um método para os agricultores se unirem numa "associação", por meio da qual um grupo de agricultores pode obter um resultado melhor, geralmente financeiro, do que se atuassem sozinhos. Esta abordagem está alinhada com o conceito de economias de escala e também pode ser relacionada como uma forma de sinergia económica, onde "dois ou mais agentes trabalham juntos para produzir um resultado que não pode ser obtido por nenhum dos agentes de forma independente". Embora possa parecer razoável concluir que quanto maior a cooperativa, melhor, isso não é necessariamente verdade. As cooperativas existem numa ampla base de associados, com algumas cooperativas tendo menos de 20 membros, enquanto outras podem ter mais de 10.000.

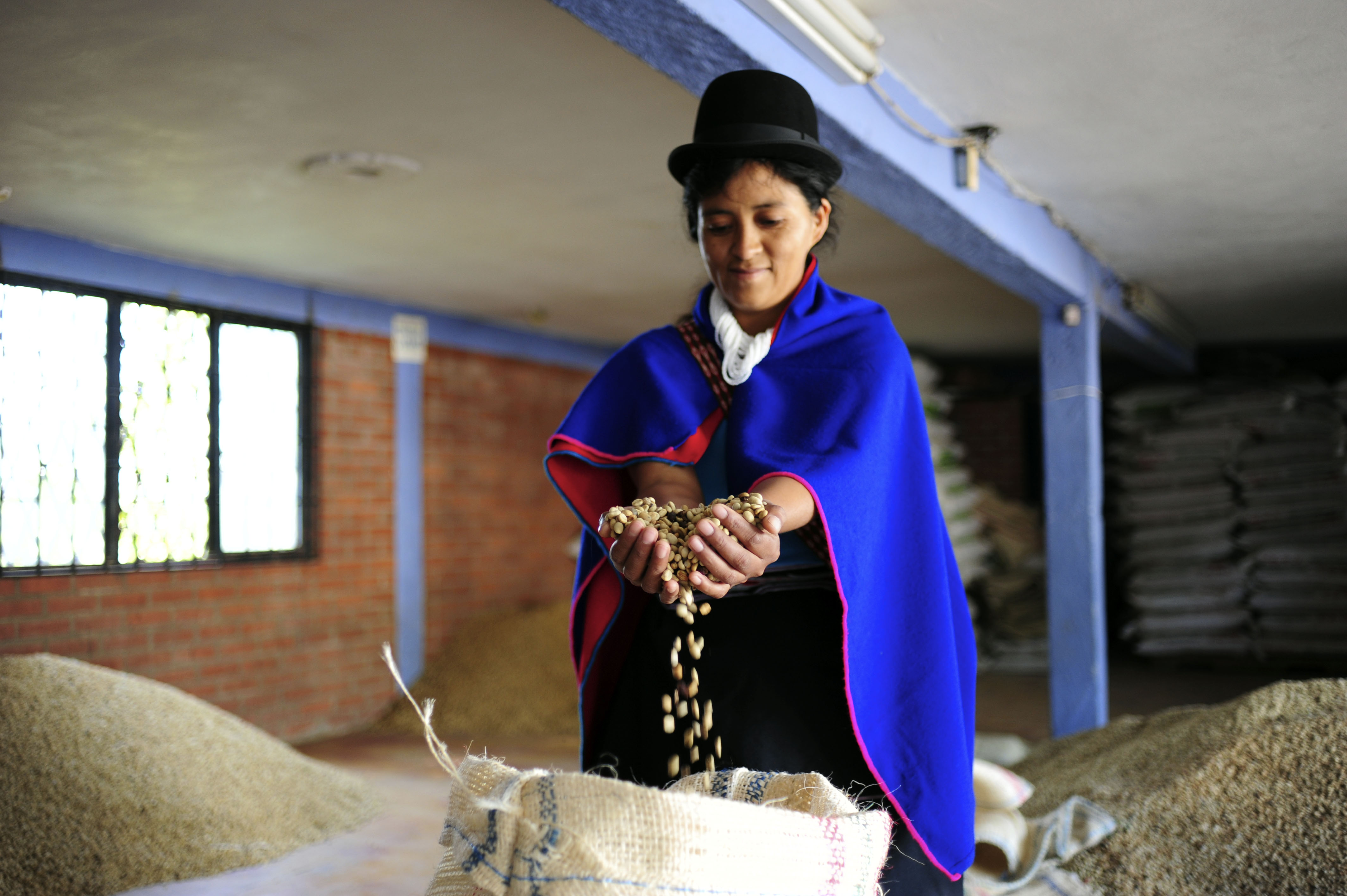
Uma pequena produtora de café na Colômbia contribuindo com o seu café para uma cooperativa agrícola. As cooperativas dão aos pequenos agricultores uma oportunidade de serem mais competitivos nos mercados, especialmente em commodities como café e cacau, onde muitos dos compradores são grandes empresas que podem manipular os mercados.

Embora os benefícios económicos sejam um forte motivador na formação de cooperativas, eles não são a única consideração. De facto, é possível que os benefícios económicos de uma cooperativa sejam replicados em outras formas organizacionais, como uma IOF. Um ponto forte importante de uma cooperativa para o agricultor é que ele mantém a governança da associação, garantindo assim que tenha a propriedade e o controlo finais. Isto garante que o reembolso do lucro (por meio do pagamento de dividendos ou desconto) seja compartilhado apenas entre os agricultores membros, e não entre os acionistas, como numa IOF.

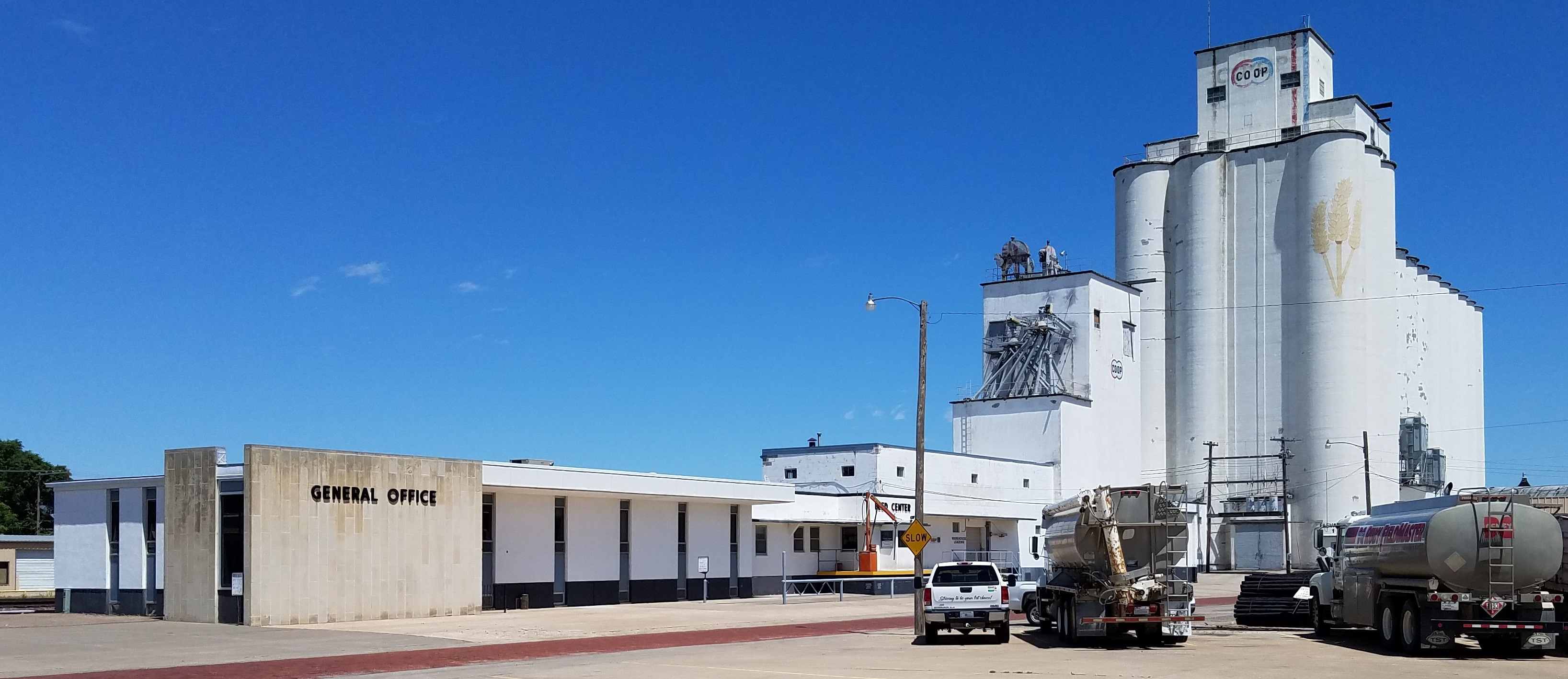
Elevador e escritórios da Hays Coop, uma das centenas de cooperativas de comercialização agrícola voltadas para grãos nas Planícies Interiores dos EUA.

Como a produção agrícola é frequentemente a principal fonte de emprego e rendimento nas áreas rurais e empobrecidas, as cooperativas agrícolas desempenham um papel fundamental no desenvolvimento socioeconómico, na segurança alimentar e na redução da pobreza. Elas proporcionam aos pequenos agricultores acesso a recursos naturais e educacionais, ferramentas e mercados de outra forma inacessíveis. As organizações de produtores também podem capacitar os pequenos agricultores para se tornarem mais resilientes; por outras palavras, desenvolvem a capacidade dos agricultores para se prepararem e reagirem aos fatores de stress e choques económicos e ambientais de uma forma que limite a vulnerabilidade e promova a sua sustentabilidade. A investigação sugere que a adesão a uma organização de produtores está mais correlacionada com a produção ou o rendimento dos agricultores do que outros investimentos autónomos, como a formação, a certificação ou o crédito.